# Ракетний удар по Вінниці 14 липня 2022
Ракетний удар по Вінниці стався 14 липня 2022 року о 10:45 за київським часом. Атака здійснена ЗС РФ під час повномасштабного вторгнення до України. За міжнародним законом є воєнним злочином за статтею про порушення методів та засобів ведення війни. Унаслідок атаки загинули 27 осіб, поранено 202, безвісти зникло 8 осіб. 15 липня у Вінниці та області оголошено днем жалоби за загиблими.

## Передумови
За кілька тижнів до трагедії Amnesty International заявила, що російські окупаційні війська робили «жорстоку кампанію невиборчих бомбардувань Харкова» на початку вторгнення і «майже щодня обстрілювали житлові квартали, вбиваючи сотні мирних жителів і викликаючи масові руйнування». На додаток вона зазначила, що «багато атак було здійснено з використанням широко заборонених касетних боєприпасів».

## Хід подій
14 липня 2022 року 10:15 в місті пролунала повітряна тривога. О 10:46 почали з'являтися повідомлення про три вибухи, перед цим місцеві жителі помітили ракету, що пролітала над Бершаддю та Вінницею.
За інформацією Нацполіції України, три російські ракети поцілили в будівлю з офісними приміщеннями. Від ударів пошкоджено також Будинок офіцерів та розташовані неподалік житлові будинки. За даними радника глави МВС Антона Геращенка, одна з ракет впала поряд із новим пологовим будинком. У ДСНС повідомили, що було атаковано паркувальний майданчик поблизу дев'ятиповерхового Будинку побуту «Ювілейний».
Спікер Командування повітряних сил Юрій Ігнат заявив, що удари було завдано російськими ракетами «Калібр», випущеними з підводного човна у Чорному морі.
Інформація про кількість запущених та збитих ракет відрізняється — йдеться або про 7 запущених ракет, та 4 збитих, або 5 запущених та 2 збитих.
Ракетний удар стався під час конференції у Гаазі щодо притягнення до відповідальності за Воєнні злочини Росії.

## Розслідування
Керівництвом вінницької обласної прокуратури розпочато досудове розслідування у кримінальному провадженні за фактами порушення методів та засобів ведення війни, пов'язане з умисним убивством (ч. 2 ст. 438 КК України). Того ж дня в місті було затримано кілька десятків людей, яких перевіряли на причетність до обстрілу.
Український журналіст Єгор Чечеринда оприлюднив, що злочинний наказ обстрілювати Вінницю крилатими ракетами віддав командир окремого Констанцського ордена Ушакова I ступеня дивізіону підводних човнів ЧФ Росії Анатолій Варочкін. Українське видання «Главред» вважає, що ракетний удар був завданий з підводного човна Чорноморського флоту Росії Б-871 «Алроса», за версією російського опозиційного видання «Meduza» командував атакою капітан Станіслав Ржицький. За інформацією розвідки України, пізніше Ржицький відмовився виконувати накази командування. 10 липня 2023 р. у Краснодарі Ржицький, де він працював заступником начальника відділу з мобілізаційної роботи адміністрації Краснодара, був застрелений невідомим.
Мер Житомира Сергій Сухомлин заявив, що одна з ракет «спочатку йшла на Житомир, потім повернула і пішла на Вінницю».
Ізраїльский журналіст Шимон Бріман нагадав про зв'язок між підводним човном Б-871 «Алроса» i російською компанією АЛРОСА.

## Жертви
16 липня 2022 року стало відомо, що внаслідок удару загинуло 26 людей, зокрема троє дітей (4-річна дівчинка та хлопчики 7 і 8 років). Ще близько 202 людей звернулись за медичною допомогою, з них 117 направлено на амбулаторне лікування, а 80 госпіталізовано з різними ступенями тяжкості (близько 50 — у тяжкому стані). Безвісти зникло 8 осіб.

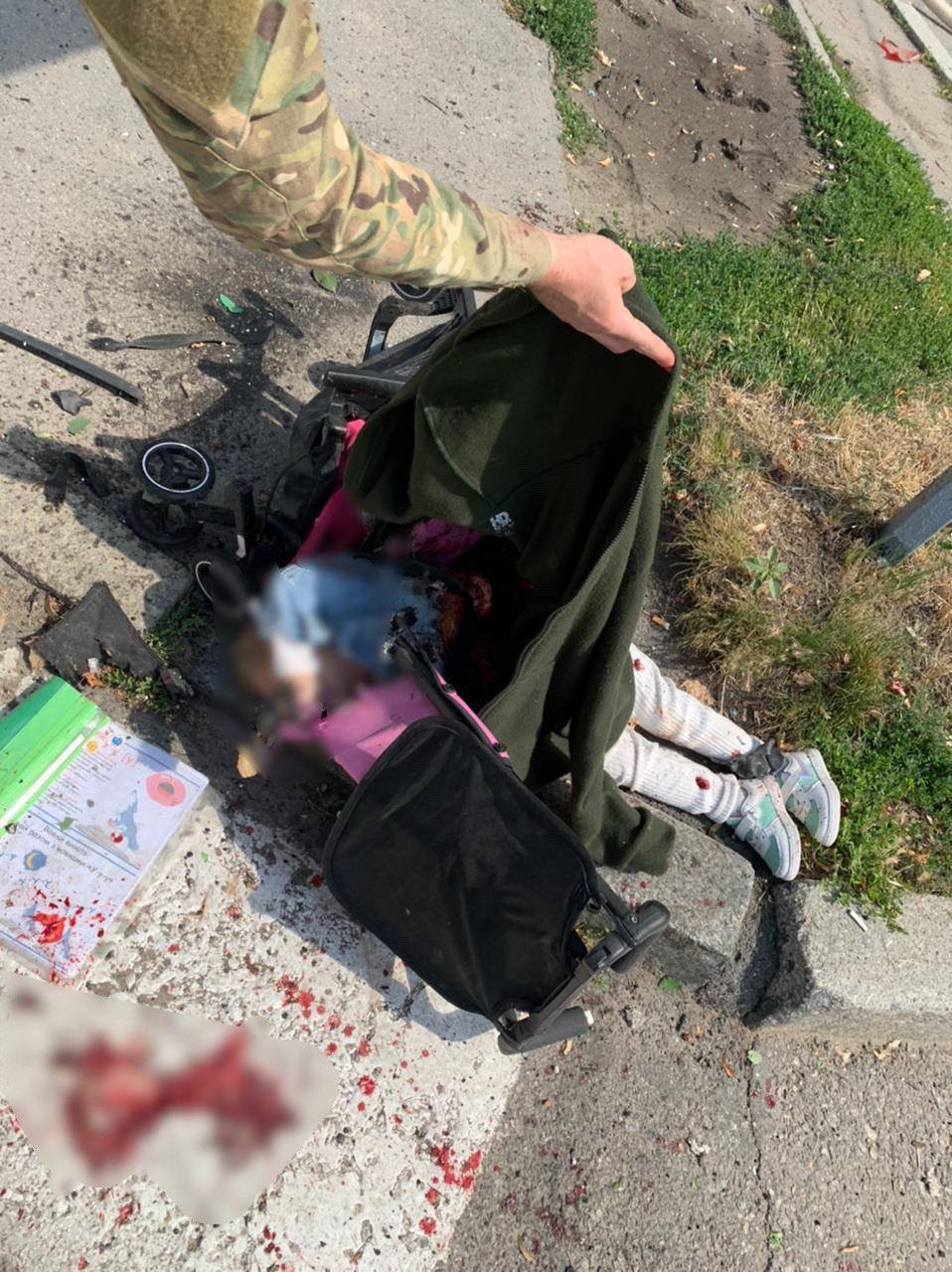
Тіло 4-річної Лізи Дмитрієвої біля дитячого візочка

Однією із трьох загиблих дітей була 4-річна дівчинка Ліза Дмитрієва, яка в момент удару поверталася зі своєю матір'ю із занять із логопедом. Мати дівчинки отримала важкі поранення, та була прооперована. Відомо, що Ліза знімалась у різдвяному ролику Олени Зеленської, а сама сім'я вирішила переїхати з Києва до Вінниці після обстрілів столиці.
7-річний Жарій Максим у момент удару проходив обстеження у медичному центрі та загинув разом із матір'ю. 8-річний Пяхін Кирило чекав дядька в припаркованому авто та потрапив у вогняну пастку (родич отримав поранення та був госпіталізований).
Також серед постраждалих опинились члени команди львівської співачки Roxolana, які готувались до благодійного концерту, що мав відбутись ввечері у Будинку офіцерів. Отримав важкі поранення та помер у швидкій 25-річний звукорежисер Євген Коваленко, у важкому стані з травмою хребта ще один член команди Андрій. У інших легкі поранення.
|     | Прізвище, ім'я, по батькові       | Дата народження (вік)               | Про особу |
| --- | --------------------------------- | ----------------------------------- | --- |
| 1   | Борівська Олександра              | 27 липня 2003 ( 18 років)           | Студентка 2 курсу Донецького національного університету імені Василя Стуса факультету історії та міжнародних відносин |
| 2-3 | Ващук Леся та Чешківська Світлана | 4 червня 1981 (41 рік) та (42 роки) | Подруги, працювали у ТЦ поруч з місцем удару. Загинули, коли виходили з храму Георгія Побідоносця, де були на похоронах. |
| 4   | Даценко Володимир                 | 34 роки                             | Журналіст громадської організації «Дорожній контроль» Вінниця, волонтер, доброволець ЗСУ. Став 34-м медійником, який загинув з початку широкомасштабного російського вторгнення в Україну                                                          |
| 5   | Дмитрієва Єлизавета               | 6 березня 2018 (4 роки)             | 4-річна дівчинка, поверталася зі своєю матір'ю із занять із логопедом |
| 6   | Гула Катерина                     | 1998 (24 роки)                      | Адміністраторка медичного центру «Нейромед» |
| 7-8 | Рекута Вікторія та Жарій Максим   | 1987 (35 років) 2015 (7 років)      | Лікарка-стоматолог та її син. Перебували на момент вибуху у медичному центрі «Нейромед» |
| 9   | Фальштинська Наталія              | 45 років                            | Лікарка-невролог у медичному центрі «Нейромед». На момент вибуху приймала пацієнтів. |
| 10  | Харченко Тетяна                   | 32 роки                             | Менеджерка у медичному центрі «Нейромед» |
| 11  | Олексіва Галина                   | 28 липня 1992 (29 років)            | Дружина декана та викладачка Львівської національної музичної академії імені Миколи Лисенка, на момент вибуху разом з восьмирічним сином була у медичному центрі «Нейромед»                                                                        |
| 12  | Клапай Олександр                  | 49 років                            | Вийшов з будівлі «Юбілейного», куди приходив, щоб зробити ксерокопію |
| 13  | Кисіль Аліна                      | 1997 (25 років)                     | Менеджерка відділення Приватбанку |
| 14  | Коваленко Євген                   | 5 червня 1997 (25 років)            | Звукорежисер у команді співачки Roxolana, концерт якої мав відбутися 14 липня в Будинку офіцерів |
| 15  | Поліщук Віктор                    | 37 років                            | Займався організуванням концертів. У день нападу мав відбутись концерт гурту «ВВ» у пабі напроти Будинку офіцерів. |
| 16  | Пузиренко Костянтин               | 40 років                            | Учасник АТО, офіцер ЗСУ |
| 17  | П'яхін Кирило                     | 4 липня 2014 (8 років)              | Разом з сім'єю після повномасштабного російського вторгнення переїхав з Херсонщини до Вінниччини та планували виїхати у Молдову. У момент вибуху хлопчик чекав в автомобілі своїх рідних, які в цей час оформлювали документи для перетину кордону |
| 18  | Суверіна Катерина                 | 58 років                            | Пенсіонерка, прямувала на роботу поблизу Будинку офіцерів |
| 19  | Тиховська Оксана                  |                                     | Вчителька початкових класів у Вінницькому ліцеї №8 |
| 20  | Нелегач Ніна                      | 56 років                            | Вихователька, жителька Луки-Мелешківської громади. Загинула у лікарні 16 липня у результаті важких опіків. |
| 21  | Мулевич Володимир                 | 6 червня 1961 (61 рік)              | Шофер. Донедавна чоловіку зробили операцію на серці. На момент вибуху прямував до кардіолога. Помер у лікарні 17 серпня |
| 22  | Лисенко Ольга                     | 20 років                            | Донька співробітника апеляційного суду. В момент удару перебувала на майдані Перемоги. Померла у лікарні 20 липня, у дівчини було 98% опіків |
| 23  | Ковальчук Павло                   |                                     | Дитячий невролог у медичному центрі «Нейромед», помер 2 серпня у лікарні Кракова (Польща) |

## Реакція

### Україна
Президент України Зеленський написав:

Вінниця. Ракетні удари по центру міста. Є поранені та вбиті, серед них маленька дитина. Щодня Росія знищує мирне населення, вбиває українських дітей, спрямовує ракети на цивільні об'єкти. Де немає нічого воєнного. Що це як не відкритий теракт? У людях. Країна вбивць. Країна терористів.

П'ятий Президент України Петро Порошенко написав:

У центрі моєї рідної Вінниці зараз — справжнє пекло. Російські окупанти влучили в цивільні об'єкти, вже відомо про щонайменше 12 загиблих, серед яких маленька дитина. Росія продовжує руйнувати мирні українські міста, вбивати дітей і жінок. Росія — це держава-терорист, яка вчиняє геноцид українців. Світ має це визнати і покарати Путіна та його банду.

Голова офісу Президента України Андрій Єрмак написав:

Вінниця. Черговий терористичний акт РФ. Вбивства цивільних людей на вулицях українських міст, ракетні удари по житлових будинках, розбомблений драмтеатр у Маріуполі, ТЦ у місті Кременчук… Росія має бути визнана країною-спонсором тероризму.

Радник глави Офісу Президента України Михайло Подоляк заявив, що удари по мирних українських містах є не помилкою, а «затвердженою військовою стратегією», додавши, що «Росія не здатна перемогти ЗСУ у бою, і тому вдається до варварства: терактам, знищення інфраструктури та розправ над цивільними».

### Міжнародна спільнота
Посол ЄС в Україні Матті Маасікас заявив, що удар по Вінниці свідчить про посилення атак Росії по цивільному населенню.
Генеральний секретар ООН Антоніу Гутерреш повідомив, що він вражений ракетним ударом по Вінниці. Він засудив напади на громадянське населення чи цивільну інфраструктуру та закликав до відповідальності за такі порушення.
18 липня посли ЄС та Ізраїлю в складі 20 дипломатів відвідали Вінницю, щоб на власні очі побачити наслідки російського терору.

### Росія
14 липня представник Міністерства оборони Росії Ігор Конашенков у своєму щоденному брифінгу ніяк не прокоментував удару по Вінниці. Наступного дня МО РФ визнало удар по Вінниці, заявивши, що «ударили по гарнізонному будинку офіцерів», де нібито проходила нарада командування українських ВПС із представниками іноземних постачальників озброєнь. Учасників наради, за їхніми словами, було знищено.

## Фотохроніка

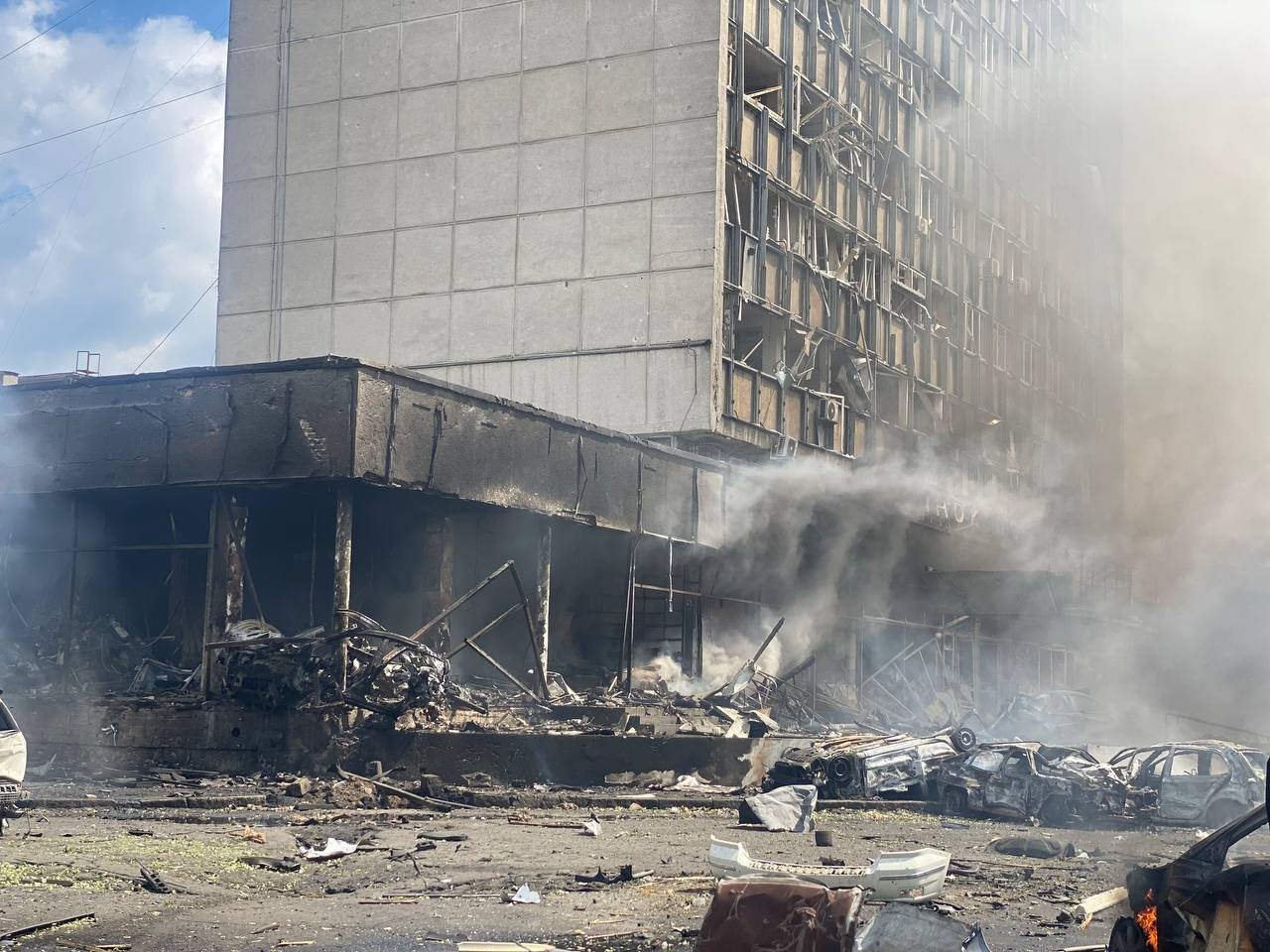
Пожежа на місці вибуху
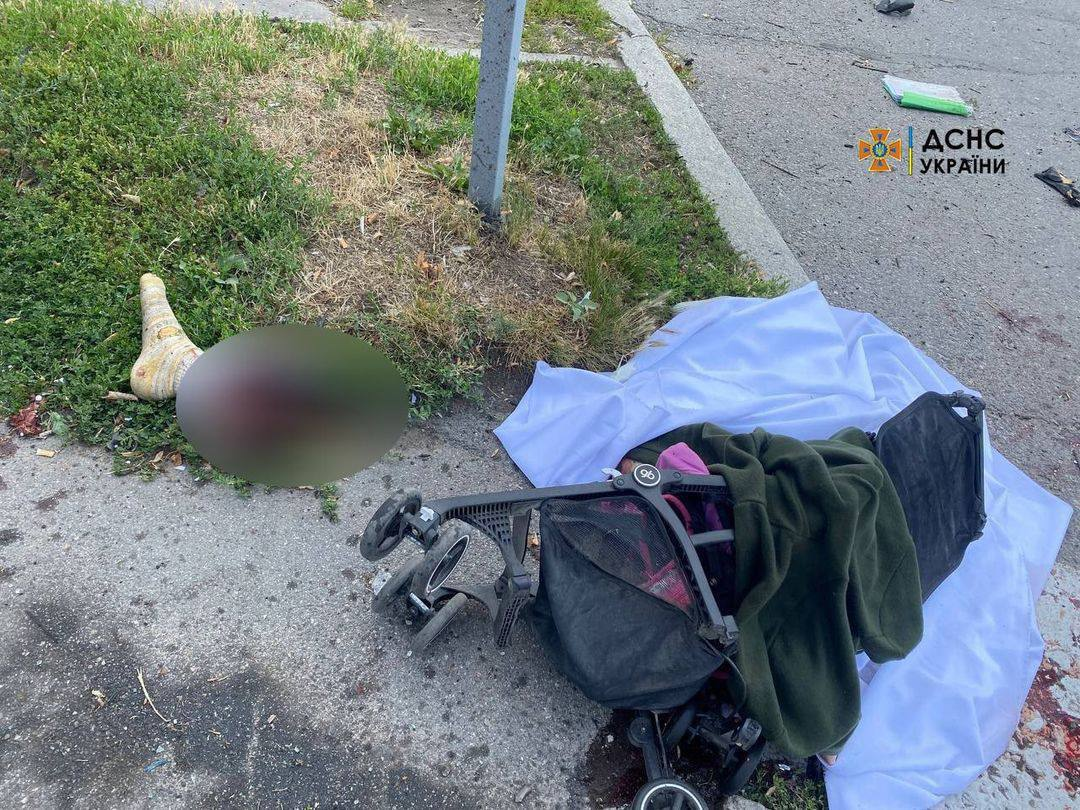
Відірвана вибухом ступня дорослої людини поряд з дитячим візком
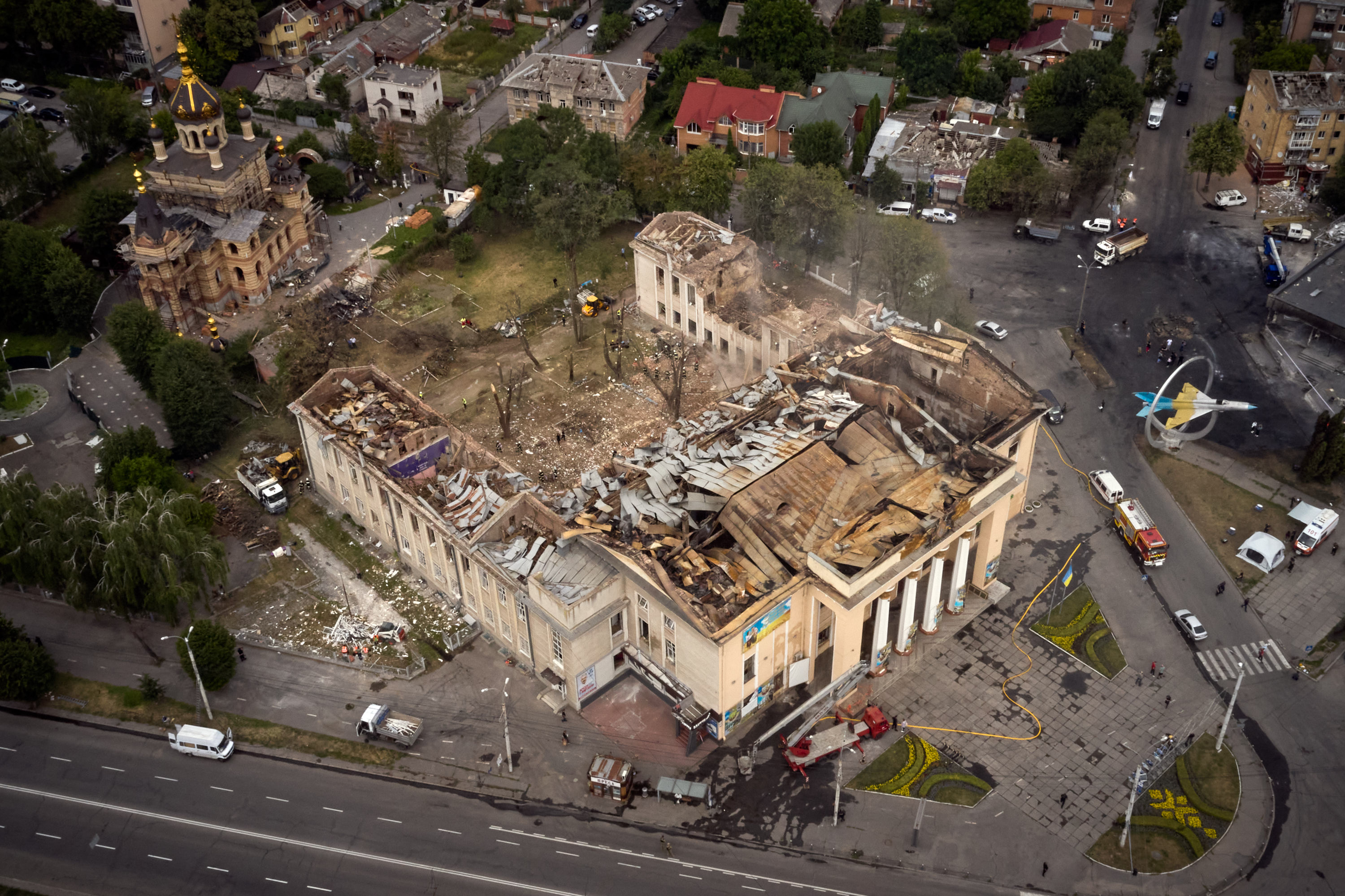
Руїни Будинку офіцерів з висоти пташиного польоту
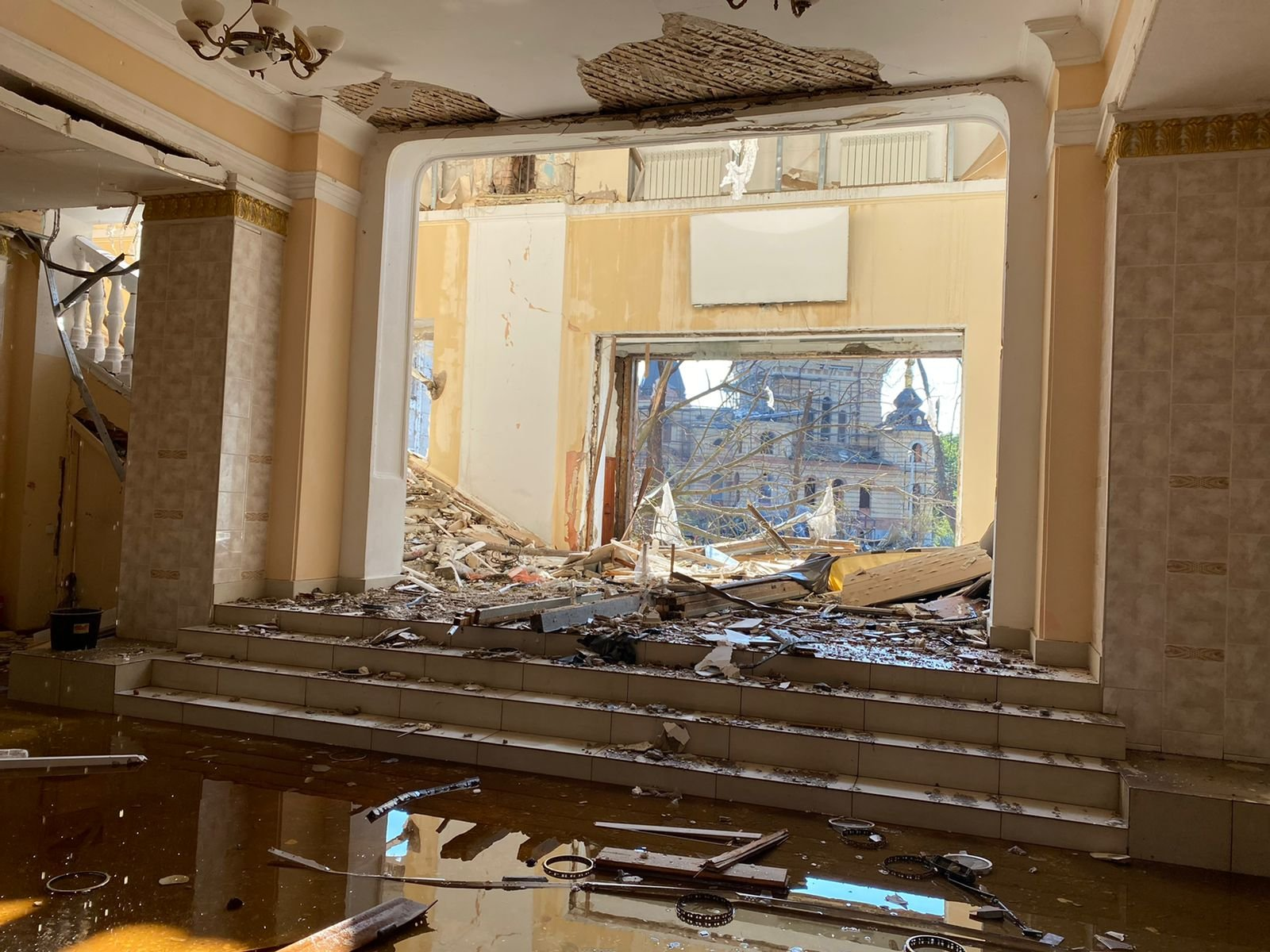
Фоє Будинку офіцерів після вибухів, усіяне шматками облицювання
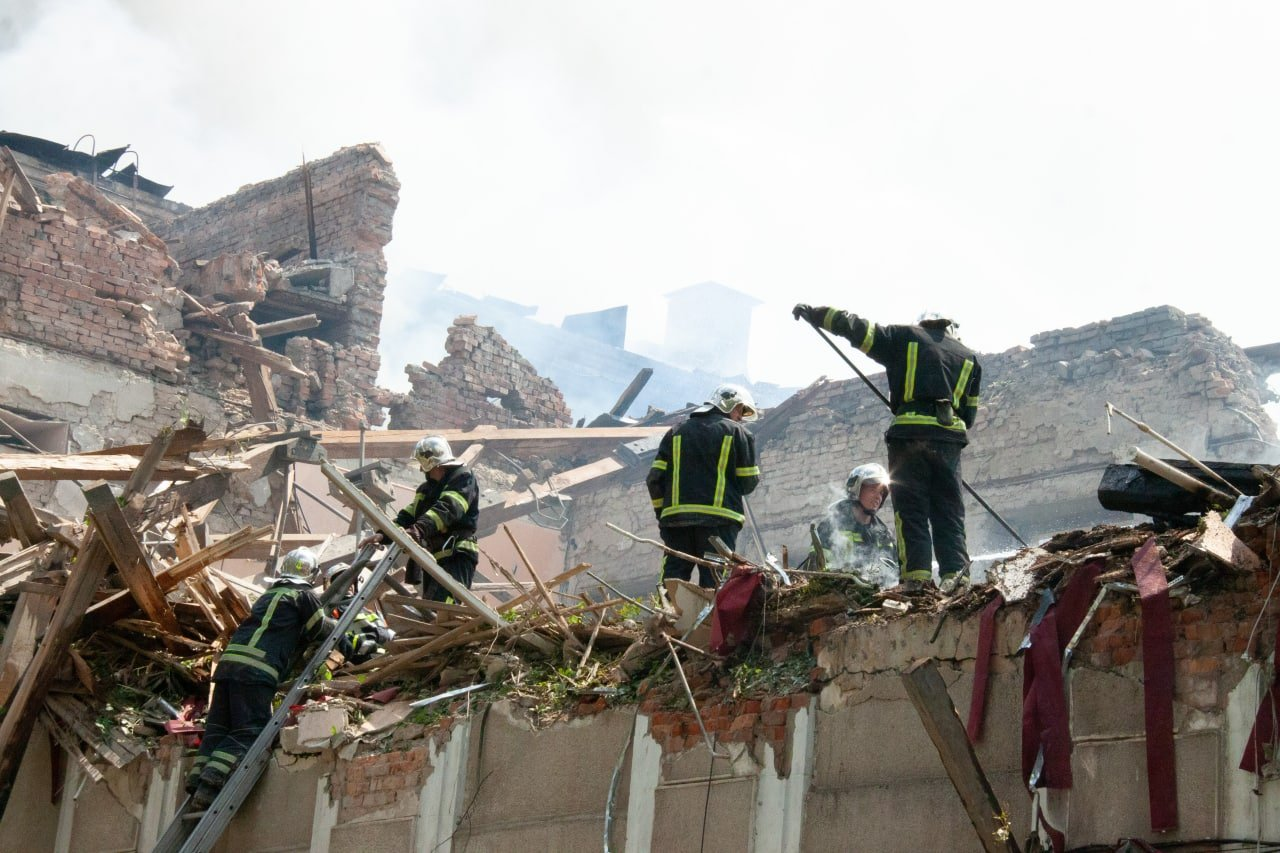
Рятувальники розбирають завали частково зруйнованого Будинку офіцерів
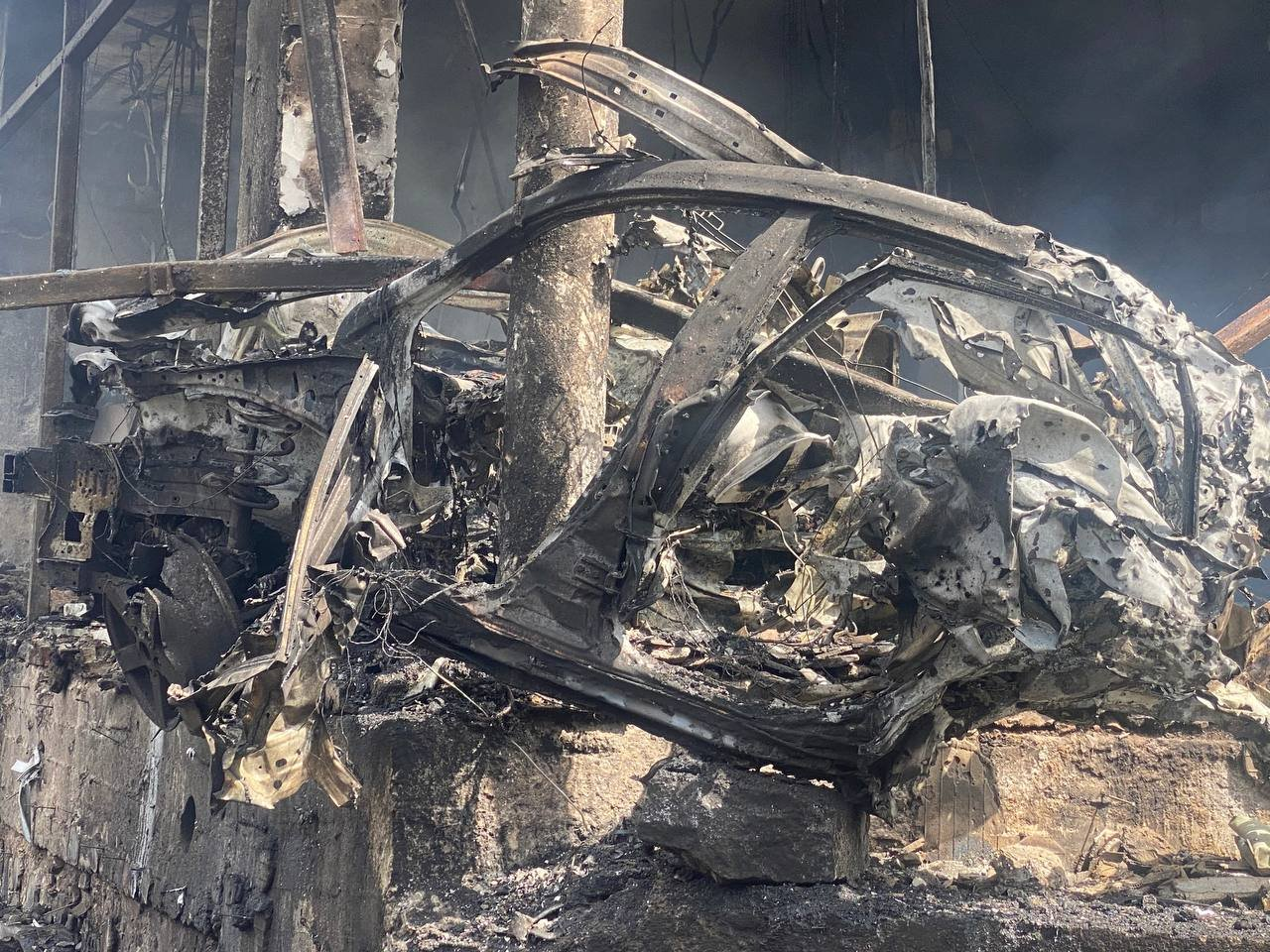
Цивільний автомобіль, відкинутий ударною хвилею в середину приміщення медичного закладу
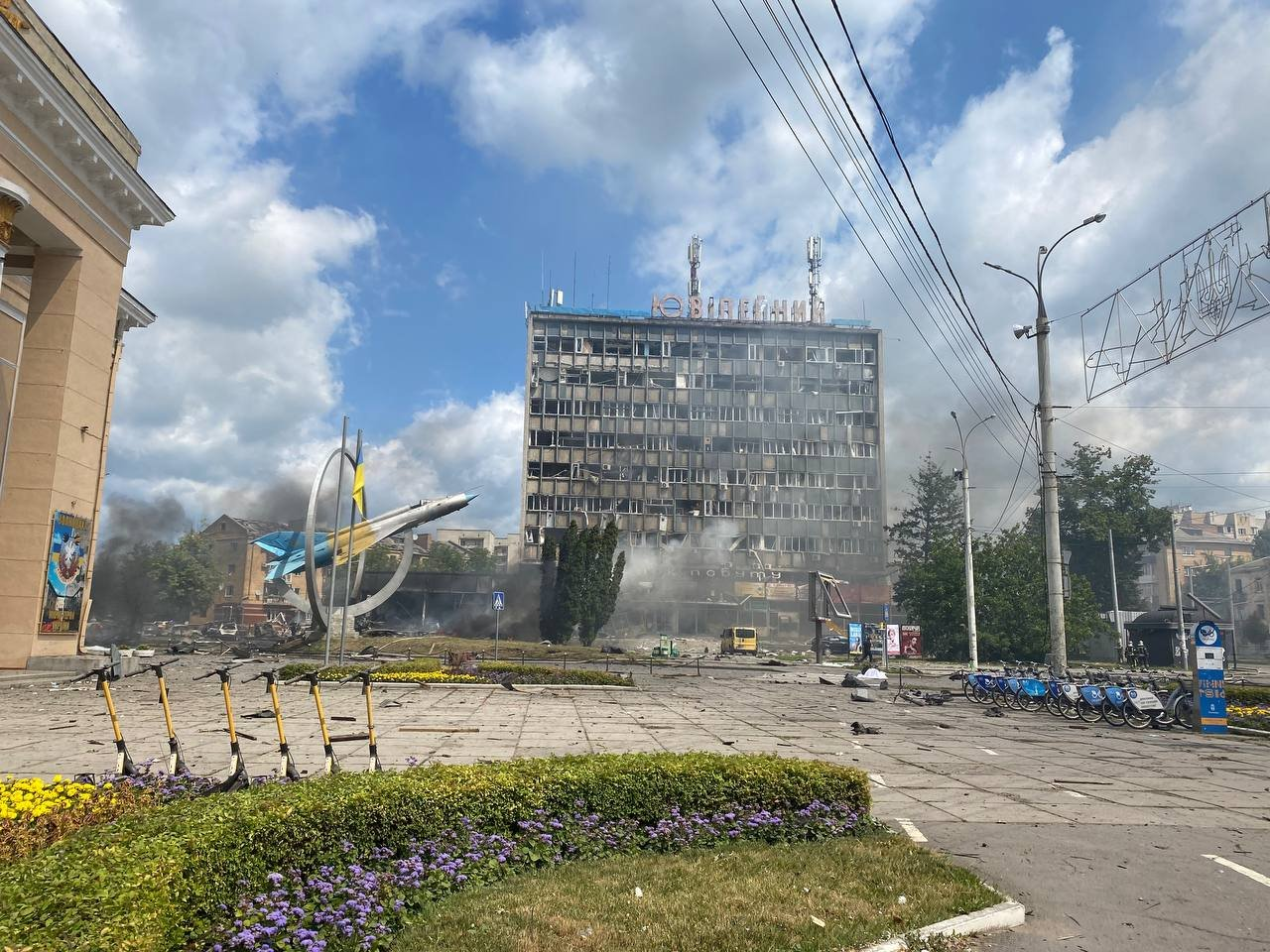
Пам'ятник повітряним силам Збройних сил України на Площі Перемоги в перші хвилини після враження крилатою ракетою